# 贝尔纳·拉伊尔
贝尔纳·拉伊尔（法語：Bernard Lahire，法語發音：[bɛʁnaʁ la.iʁ]，1962年—），1962年生於法國里昂，法國社會學家，現為里昂高等師範學院人文科學（École normale supérieure lettres et sciences humaines）教授。
贝尔纳·拉伊尔的文化社會學深受社會學家皮耶·布迪厄影響，其2004年著作《個體的文化》企圖修正皮耶·布迪厄1979年的代表作《區隔》（La Distinction）。

## 作品集
- 《書寫的文化和學業表現的不平等》（Culture écrite et inégalités scolaires）
- 《最弱者的理由》（La Raison des plus faibles）
- 《家族肖像》（Tableaux de familles）
- 《學習的方法》（Les Manières d'étudier）
- 《多元的人》（L'Homme pluriel）
- 《「文盲」概念的發明》（L'Invention de l'illettrisme）
- 《皮耶·布迪厄的社會學工作》（Le Travail sociologique de Pierre Bourdieu）
- 《社會學的素描》（Portraits sociologiques）
- 《社會學要作什麼用？》（À quoi sert la sociologie ?）
- 《閱讀的社會學》（Sociologia de la lectura）
- 《個體的文化》（La Culture des individus, 2004）
- 《社會學的精神》（L'Esprit sociologique）
- 《文學的條件》（La Condition littéraire, 2006）

## 外部連結
- 贝尔纳·拉伊尔個人網站 （页面存档备份，存于）
- 簡介《個體的文化》 （页面存档备份，存于）
- 贝尔纳·拉伊尔作品全集